# Liparis (chi lan)
Liparis là một chi phong lan, thuộc họ Orchidaceae.

## Hình ảnh

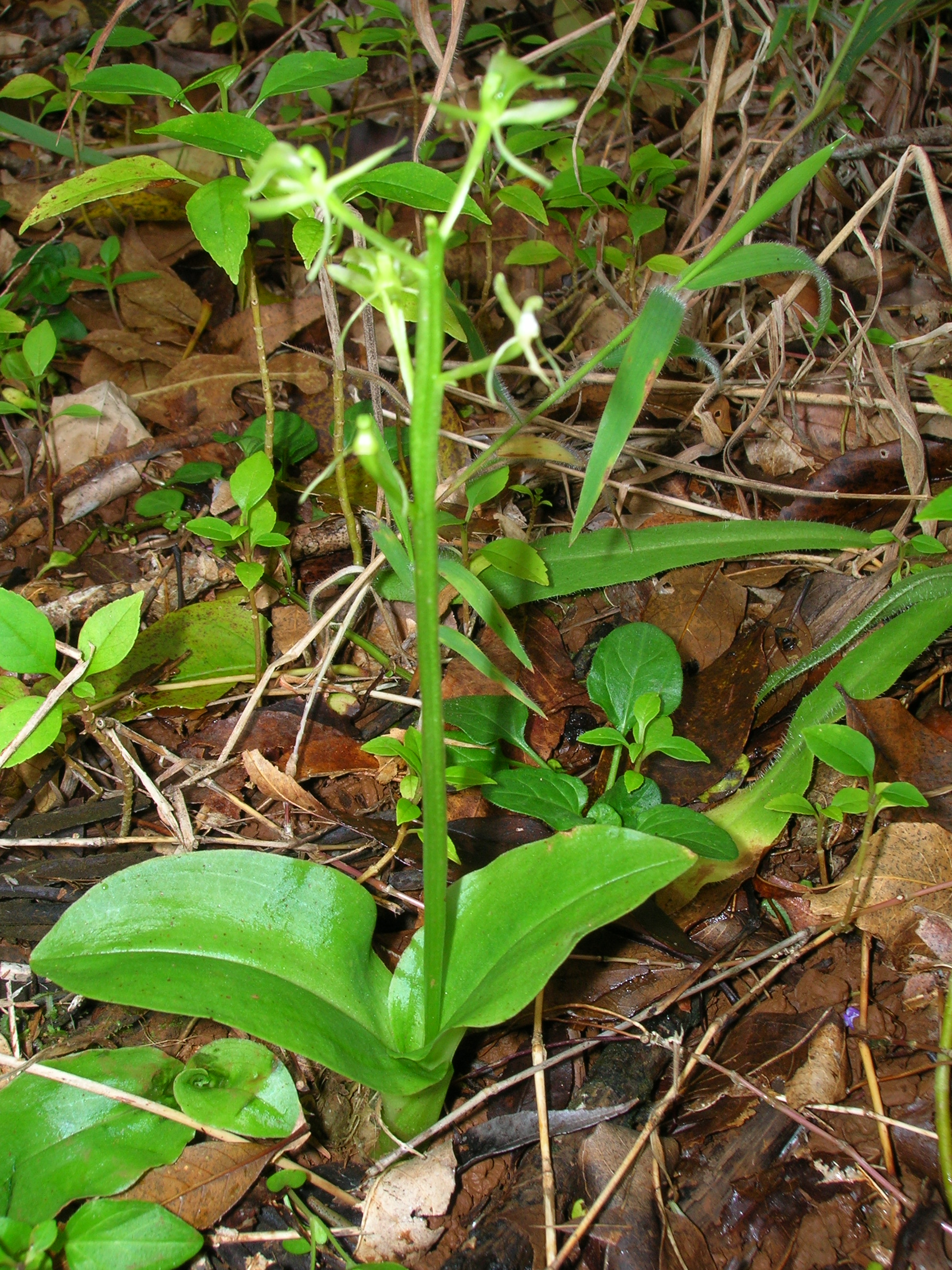
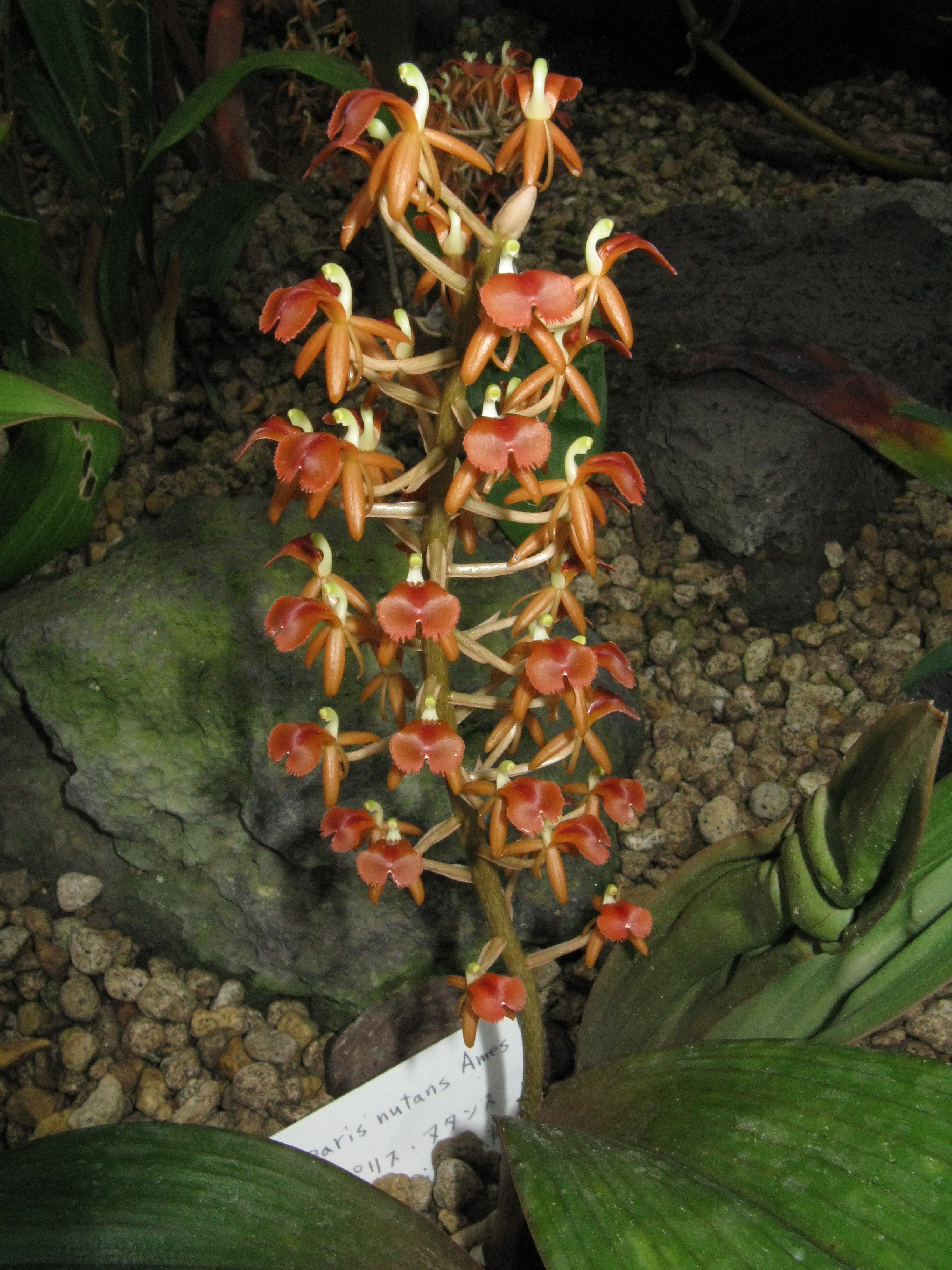

## Một số loài tiêu biểu
- Liparis bautingensis
- Liparis crenulata
- Liparis goodyeroides
- Liparis hawaiensis (Blume) Lindl.
- Liparis latifolia
- Liparis liparis[3]
- Liparis loeselii
- Liparis nervosa
- Liparis reflexa